# Майер, Николай Васильевич
 Николай Васильевич Майер (Мейер), (23 сентября (5 октября) 1806, Санкт-Петербург — 7 февраля 1846, Керчь) — российский врач, служивший при войсках на Кавказской линии.
Был дружен со многими из бывших участников движения декабристов, сосланными в Отдельный Кавказский корпус. В 1834—1835 годах из-за «предосудительных сношений» с ними и отмеченного «подозрительного поведения» был арестован. Входил в круг общения отправленного на Кавказ М. Ю. Лермонтова, который описал его в образе доктора Вернера, одного из героев повести «Княжна Мери». Штаб-лекарь при начальнике Черноморской береговой линии генерал-лейтенанте Н. Н. Раевском.

## Биография

### Происхождение и образование
Родился в семье уроженца Вестфалии Вильгельма Майера, который до 1811 года жил в Санкт-Петербурге «по билету иностранного отделения адрес-конторы» и содержал частный пансион. 1 июля 1811 года В. Майер по предложению министра народного просвещения графа А. К. Разумовского был принят на вакантное место комиссара книжной лавки Академии наук и в течение шестнадцати лет — по 1827 год — «с отличным усердием и пользой» выполнял обязательства по продаже академических публикаций и пополнению библиотеки Академии книгами и периодическими изданиями. Поддерживал активные связи с заграничными книготорговцами. Летопись Библиотеки Российской Академии наук упоминает о списке книг, закупленных комиссаром академической книготорговли Майером в 1823 году «для Академии и отправленных сухим путём из Парижа в Любек».
Вильгельм Майер занимался не только продажей книг — в РГИА сохранилось донесение от 1821 года попечителя Санкт-Петербургского учебного округа «о разрешении иностранцу Мейеру, комиссионеру книжной лавки Академии наук, издания журнала об образовании и воспитании детей» (дело № 484).
В семье было шестеро детей: сыновья — Егор, Александр, Григорий и Николай и дочери Кристина и Анна. С 1811 года Вильгельм Майер занимал полагавшуюся ему по должности комиссара казённую квартиру при книжной лавке и книжном складе на среднем этаже нового трёхэтажного академического здания.
Младший из сыновей, Николай в детстве часто болел. Возникшая в результате одного из осложнений хромота сохранилась у него на всю жизнь. В семье с ранних лет приучали сыновей к самостоятельному заработку — Александр и Григорий помогали Вильгельму Майеру в книжной торговле, а Николай уже в феврале 1816 года по просьбе отца был прннят — «до усмотрения в нём способностей» к государственной службе — на должность копииста при правлении Академии наук. К тому времени Николай владел, кроме русского, ещё немецким, французским и латинским языками. На младшей канцелярской должности с годовым окладом в 60 рублей он прослужил до увольнения в 1822 году в связи с намерением «посвятить себя врачебной науке». 29 сентября 1823 года в Петербургскую медико-хирургическую академию поступило прошение от «сына иностранца Николая Майера» с просьбой принять «в число волонтеров по части медицинской». Благодаря полученному домашнему образованию, он успешно выдержал вступительный экзамен и был определён вольнослушателем академии.
В мае 1827 году Вильгельм Майер из-за финансовых затруднений и долга Комитету Академии наук покинул дом и, предположительно, покончил жизнь самоубийством.

...На второе число сего мая, в ночи, отлучился неизвестно куда служивший при Академической книжной лавке комиссар — иностранец Вильгельм Майер, вследствие чего Комитет покорнейше просит ваше превосходительство дать предписание кому следует, чтобы упомянутого Майера, который от роду имеет за 60 лет, волосы на всей голове довольно плотно выстриженные и седые, нос большой и вообще склад лица, свойственный евреям, по-русски говорит нечисто, нигде не держать и, ежели где окажется, то немедленно представить в Академию наук...

Семья осталась не только без средств существования, но и была вскоре выселена из казенной квартиры. В августе того же года после завершения 4-летнего курса учёбы и сдачи экзаменов Н. В. Майер удостоен звания лекаря. Был отнесён к категории выпускников 2-го отделения, что позволяло при проявлении хороших достижений в лечебной практике получить звание штаб-лекаря.

### Служба лекарем
18 июня 1829 г. получил должность лекаря при председателе Попечительского совета бессарабских колоний иностранных поселенцев генерале И. Н. Инзове. Но уже 30 апреля 1830 года был уволен от службы по болезни.
8 июня 1833 года занял вакантное место уездного врача в Пятигорске, произведён в коллежские секретари. В летние месяцы в Пятигорске собиралось «значительное количество раненых и других больных, присылаемых сюда из разных частей Кавказа для лечения водами». Майер зарекомендовал себя хорошим практикующим врачом. Среди его пациентов и близких знакомых оказались и отправленные на Кавказ декабристы.

#### В кругу декабристов
Несмотря на требования Николая I не допускать, чтобы оказавшиеся на Кавказ декабристы «могли распространить между товарищами каких-либо вредных толков», полностью изолировать их от общества и воспрепятствовать общению их между собой не удавалось. Властям пришлось признать, что у сосланных участников событий 14 декабря 1825 года «дух сообщества существует, который по слабости своей не действует, но с помощью связей между собою живёт». В связи с необходимостью регулярно доводить до сведения императора «на счёт службы и поведения всех офицеров… из числа изобличённых в участии в злоумышленных тайных общества» гарнизоны и экспедиционные отряды были под особым вниманием жандармских офицеров, которым дозволялись обыски в квартирах ссыльных декабристов и предписывалось отклонять «благовидным образом» молодых офицеров от общения с ними.
В разные годы службы на Кавказе Майер не только познакомился со многими декабристами, но и, по мнению современников, стал «другом всех кавказских страдальцев». Н. П. Огарёв писал, что Майер в Пятигорске был членом кружка декабристов, сосланных в солдаты, «где все его любили как брата». Наиболее тесные отношения у него были с А. А. Бестужевым, В. М. Голицыным, Н. И. Лорером, М. П. Милютиным, М. М. Нарышкиным, А. И. Одоевским, С. М. Палицыным. Н. И. Лорер в своих записках отмечал, что доктор «знал многих из нашего кружка».

#### Под подозрением
В 1834 году по полученным доносам и жандармским рапортам III отделением было заведено дело «о тайной переписке и распространении революционных карикатур и литературы», по которому 2 апреля 1834 года были арестованы Н. В. Майер, декабрист, бывший прапорщик, уже на Кавказе произведённый в поручики, С. М. Палицын и пятигорский городничий Н. П. Ванев. Комендант Кавказских Минеральных Вод генерал-майор Г. Р. Энгельгардт, руководивший 4 апреля 1834 года обыском на квартире доктора, написал в рапорте, что тот «позволил себе вольность — говорил громко и даже дерзко». Среди найденных при обысках компрометирующих материалов оказались и нарисованные Майером «пасквильной картинки». В деле сохранилось описание одного из рисунков, который, по мнению исследователей, навеян следствием и расправой над участниками событий 14 декабря 1825 года в Петербурге. На нём изображены, в том числе, «пять виселиц с повешенными и в беспорядке размещены орудия площадной казни…»

Картинка, справедливее сказать пасквиль, разделена на три части. Средина её занята толпою, вооруженной приметно наскоро: один с топором, другой с саблей, третий с пистолетом и т. п. Толпа эта встретилась с такою же другою; соединение их разграничивает поверженный на площадь труп в мундире с генеральскими эполетами; поодаль лежит шляпа с солтаном; один из толпы наступил ему на грудь, рука другого с обнаженною шпагою приставлена и погружена в горло; над толпой, идущей от правой руки к левой, развевается знамя, на котором четко начертаны слова «Liberté et Egalité» (рус. свобода и равенство). Верх картинки обставлен рядом домов, из открытых окон которых мужчины машут шляпами, женщины платками — в охуждение?!. Под нею известные слова Шатобриана: «Le peuple en courroux se lève comme un seul corps» (рус. народ в своем гневе поднимается, как единое тело). Внизу на возвышении поставлены пять виселиц с повешенными и в беспорядке размещены орудия площадной казни, как-то: кнут и проч. В углублении под ними статуя Помпея, у подножья которой поверженный Цезарь; над ним Брут, вонзающий трикраты в труп кинжал. Здесь же в стороне поставлен стол, за которым человек до осьми сидит».  С левой стороны, почти параллельно с повешенными, стоит статуя Свободы с кинжалом в одной и венцом в другой руке. С правой немного ниже виден новый отдел, в котором молодая женщина с двумя детьми, играющими на полу, и большая лягавая собака занимают авансцену. Вся эта нравственная распутица подписана четырьмя французскими стихами, содержание которых воспевает свободу (кажется Беранжера).

Следствие выявило круг лиц, с которыми общались и тайно переписывались арестованные. Среди них оказались и декабристы — З. Г. Чернышев, М. П. Милютин, И. П. Жуков. Дело могло принять серьёзный оборот. После двухмесячного домашнего ареста всех подозреваемых в заговоре, как людей «весьма неспокойных и даже вредных», отправили в близлежащие крепости. Майер оказался в Прочноокопской крепости. О сложности ситуации и готовности к худшему свидетельствовало его неотправленное письмо брату Александру, которое нашли в пятигорской квартире во время отправки Майера в Прочный Окоп. Письмо было написано с возможными предосторожностями на случай вскрытия его на почте и содержало несколько советов по конспирации".

Дражайший брат, Александр.

Письмо сие адресуется на имя Виктора Нумерса, для того, чтобы его не захватили и удержали на почте: а вот почему — я и двое других офицеров, из коих один сослан на Кавказ по 14-му декабря, находимся под строжайшим арестом soupçonnés de délit politique, on nous a enlevé tous nos papiers, on у a apposés des scellés, tous nos livres ont été pris de même (рус. подозреваемые в политическом преступлении. От нас забрали все наши бумаги, их опечатали, все наши книги взяли также), обоих офицеров уже разместили по разным крепостям, меня на сих днях отправляют в крепость Прочный Окоп, что на Кубани, к земле черноморских казаков! Не знаю, что дальше будет — может, повезут в Петербург. Где хочешь, и у кого хочешь, но непременно достань деньги — Westly или у кого-нибудь из знакомых, напиши непременно об этом сестре Анне и также упомяни насчет денег, а то я буду терпеть крайнюю нужду и того хуже; дома же лучше ничего не говори — сходи в пехотные артиллерийские казармы, узнай, где живёт поручик артиллерии Александр Михайлович Палицын, брат моего душевного друга Палицына, скажи ему участь его брата Степана, что он находится в Темнолесской крепости, — ежели он ещё более знает, то напиши, адресуя письмо на мое имя; mais les détails et tout се qui regarde notre affaire me doivent être communiqués sous des termes convenus d’avance (рус. но детали и все, что касается нашего дела, должно быть мне сообщено под заранее условленными терминами). Степан Палицын пусть будет Mr. Poucet l’аîné, Александр Палицын Mr. Poucet cadet, Бенкендорф — Mr. Schmidt, notre affaire — la cavalcade (рус. наше дело – кавалькада» ). Непременно сходи к Петру Романовичу Марченко, в письмах называй его Толстов, он может поговорить с братом своим  статс-секретарем, называй его в письмах брат г-на Толстого, Марченко знаком со многими, может содействовать; советуйся с Виктором и Вестли, а нашим — ни слова, сходи к Демьяну Кочубею и покажи ему это письмо. Не знаю, что будет, а дело продлится, вероятно, буду в Петербурге, но не скоро. Пиши всегда по-русски, дело не разглашай, поступай осторожно! К Westly непременно сходи, дай ему для прочтения письмо, также и Петру Романовичу Марченко, — но проси, чтобы не говорили нашим. Дело очень серьёзное, не мы одни замешаны, как кажется. Пиши à Grégoire.

Прощай — вероятно, никогда не увидимся — твой родной брат Николай Майер.

Тем не менее начальник III отделения А. Х. Бенкендорф в августе 1834 года посчитал, что собранных улик недостаточно для «обвинения означенных лиц в возникшем на них подозрении и даже в каком именно преступлении подозреваются» и предложил освободить всех арестованных, оставив их под тайным надзором.

### Дальнейшая карьера
Ещё в конце мая 1834 года состоявшего под следствием Н. В. Майера приписали к квартировавшей в Ставрополе 20-й пехотной дивизии. Из рапорта от 12 июля 1834 года начальника штаба Отдельного Кавказского корпуса генерал-майора В. Д. Вольховского командующему войсками на Кавказской линии генерал-лейтенанту А. А. Вельяминову следовало, что «медицинский департамент военного министерства 29 минувшего мая с согласия генерал-штаб-доктора гражданской части переместил пятигорского уездного лекаря коллежского секретаря Майера в военное ведомство и назначил его состоять при Вашем Превосходительстве от военного ведомства, с жалованием и прочими довольствиями по табели 6-го ноября 1819 года». На рапорте стояла пометка о возможности такого перемещения «лишь по окончании производства над ним следственного дела». Освобождённый из Прочноокопской крепости осенью 1834 года Н. В. Майер начал служить врачом при штабе генерала А. А. Вельяминова. По мнению главного археографа Государственного архива Ставропольского края Е. Б. Громовой на выводы следствия и дальнейшую судьбу врача повлияло либеральное отношение А. А. Вельяминова к декабристам и их окружению. В сохранившемся в краевом архиве формулярном списке «о службе и достоинствах состоящего при командующем войсками на Кавказской линии и в Черномории по военной части штаб-лекаря Майера» в графе «не был ли в штрафах и под судом?» стоит ответ — «не был».
Зимой Майер лечил раненных на поле боя и больных солдат и офицеров в госпитале в Ставрополе, а летом переезжал в Пятигорск. Как добросовестный врач, был на хорошем счету у военного командования. А. А. Вельяминов, характеризуя его, писал: «Лекарь Майер, исполняя с отличным усердием обязанность медика, отличается при сём совершенным бескорыстием…». Известный военный хирург Н. И. Пирогов писал о медиках, служивших в действовавшей армии на Кавказе и оказавшихся в профессиональной изоляции, что для них «не следить за наукой и обществом — значит отставать и разучиваться». Пользовался заслуженным авторитетом как личность, чьи ум и огромная начитанность были заметны «во всяком обществе».
В 1835 году доктор вновь оказался в поле зрения жандармов. А. А. Бестужев, из-за болезни приехавший в Пятигорск, квартировал в одной комнате с лечившим его Майером. Для проверки сведений о «неблагонамеренном расположении Бестужева» во исполнение указания императора в квартире 24 июля 1835 года «внезапным образом» был произведён осмотр его вещей и бумаг. Во время обыска жандармы обратили внимание на письма к нему Ксенофонта Полевого. В одном из них была упомянута найденная в их комнате высланная Бестужеву, якобы для Майера, серая шляпа, напоминавшая по виду головной убор участника итальянского тайного общества карбонариев. Несмотря на то, что присутствовавший во время «осмотра» доктор подтвердил слова декабриста, письмо и шляпа были изъяты, а с Бестужева и Майера были взяты письменные обязательства сохранять в тайне обстоятельства обыска. Только через несколько месяцев и бумаги, и злополучная шляпа были возвращены Бестужеву.
В связи поездкой Майера в конце 1836 года по личным обстоятельствам в Петербург за ним с ведома Бенкендорфа на всё время пребывания там был учреждён секретный надзор. В итоговом рапорте от 15 января 1837 г. Бенкендорфу было доложено:

 «...находившийся здесь под секретным надзором, прибывший с Кавказской линии лекарь Майер 11-го числа сего января выехал отсюда в Ставрополь, по наблюдениям же штаб-офицера С.-Петербургской губернии корпуса жандармов майора Алексеева означенный чиновник во время пребывания его в столице ни в чём предосудительном не замечен».

Продолжал общаться с декабристами. Дом Майера стал местом их собраний и знакомств. В сентябре 1837 года в Ставрополь прибыли из Сибири декабристы В. Н. Лихарев, Н. И. Лорер, М. А. Назимов, М. М. Нарышкин, поэт А. И. Одоевский, А. Е. Розен. М. Ю. Лермонтов осенью останавливался в Ставрополе по пути к месту квартирования своего полка и встречался с некоторыми из них в доме доктора, где оживлённо обсуждались не только новости современной литературы, но и социально-политические темы. Атмосферу, царившую «среди многочисленного и шумного круга молодежи», поэт описал в романе «Герой нашего времени»: «…разговор принял под конец вечера философско-метафизическое направление; толковали об убеждениях: каждый был убежден в разных разностях». Эрудиция и остроумие доктора проявлялись в обсуждении самых разных проблем. Г. И. Филипсон, которого Майер познакомил со многими из «прикосновенных» к событиям 14 декабря, писал, что «спорам не было конца и нередко утренняя заря заставала нас за нерешённым вопросом». С темами этих, возможно «предосудительных», споров связан перечень книг, которые Майер советовал прочесть Филипсону. Среди них — «История французской революции» (фр. Histoire de la révolution française) Минье «История английской революции» (фр. Histoire de la révolution d'angleterre) Гизо (1826), «История контрреволюции в Англии» (фр. Histoire de la contre-révolution en Angleterre) Карреля (1827), «О демократии в Америке» (фр. De la démocratie en Amérique) Токвиля (1835).
После смерти А. А. Вельяминова в 1838 году командующим Кавказской линии стал генерал П. Х. Граббе. Начальник его штаба полковник А. С. Траскин, состоявший одновременно для особых поручений при военном министре А. С. Чернышёве, был против благоприятных условий службы, созданных прежним командующим армейскому лекарю.

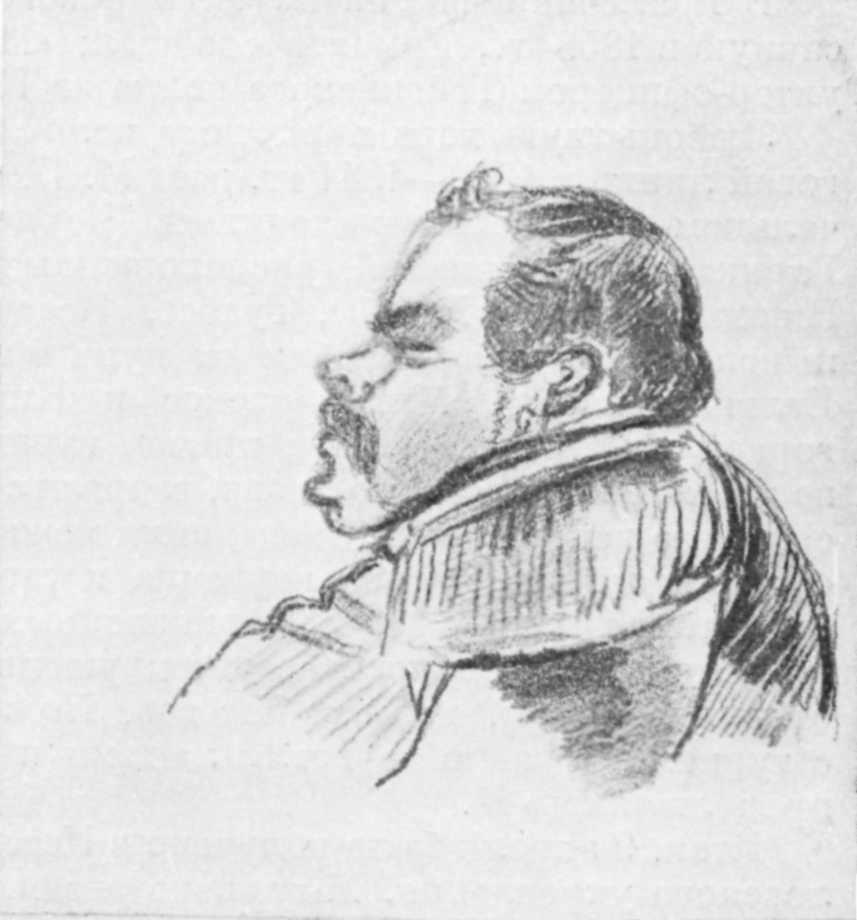
Полковник А. Н. Траскин.
Шарж Н. В. Майера. 1839 год

Сложившиеся напряжённые отношения привели к тому, что в 1839 году была удовлетворена просьба Майера об увольнении и он уехал из Ставрополя. В отделе рукописей Российской национальной библиотеки в Санкт-Петербурге в альбоме Г. Н. Оленина, посетившего Кавказ в 1839 году, среди рисунков, выполненных Н. В. Майером, сохранился шарж на его непосредственного начальника полковника А. С. Траскина.
Служил врачом «для особых поручений» при начальнике Черноморской береговой линии генерал-лейтенанте Н. Н. Раевском-младшем. На его попечении были лечившиеся в приближённых к местам военных действий лазаретах Тамани, Геленджика, Ольгинского редута, Лазаревского многочисленные раненые в боях с горцами. Выполнял также обязанности главного кордонного врача, «отвечающего в частности, и за санитарно-гигиеническое состояние пограничных основных госпиталей Кубанской линии, которых тогда было три — в казачьей станице Прочноокопской, в городах Екатеринодаре и Тамани-Фанагории».
В списке старших офицеров, состоявших при штабе генерала Н. Н. Раевского, под № 5 в должности старшего медика к моменту увольнения со службы в 1841 году Майер числился уже в звании штаб-лекаря Первым в списке офицеров значился начальник штаба полковник Г. И. Филипсон, оставивший воспоминания о своёи сослуживце.
Весной 1841 года, после отстранения Н. Н. Раевского от должности начальника Черноморской береговой линии, Майер написал прошение об отставке. По просьбе Раевского командующий войсками П. Х. Граббе 27 марта 1841 года разрешил штаб-лекарю до получения приказа об увольнении оставаться в доме бывшего командующего с тем, чтобы он «при первом востребовании его по делам службы, когда потребуется в том надобность» являлся в Ставрополь.
После отставки жил в Керчи. Не прекращал переписываться с декабристами. 22 февраля 1845 года Н. И. Лорер сообщил М. М. Нарышкину: «Наш Николай Васильевич начинает хворать, в письмах его нет прежней энергии, нет веселья и соли». Умер 7 февраля 1846 года. По словам Н. П. Огарёва «он потух быстро, в самой цветущей поре». Похоронен на керченском городском кладбище.

## Семья
В 1839 году Майер, ставший доктором семьи своего шефа Н. Н. Раевского, познакомился с бывшей воспитательницей и подругой его жены Анны Михайловны и гувернанткой их младшего ребёнка — Софьей Андреевной Дамберг, урождённой Эргардт и вскоре женился на ней.
В 1842 году родились сыновья-близнецы Григорий и Николай. При поддержке вдовы Н. Н. Раевского Анны Михайловны оба поступили и в 1863 году окончили Институт Корпуса Горных Инженеров. Служили на рудниках и заводах горного ведомства в разных регионах России.

## Прообраз доктора Вернера в «Герое нашего времени»
Дружеские отношения Майера с М. Ю. Лермонтовым не ограничились 1837 годом. Вернувшийся в Петербург поэт неоднократно писал доктору.

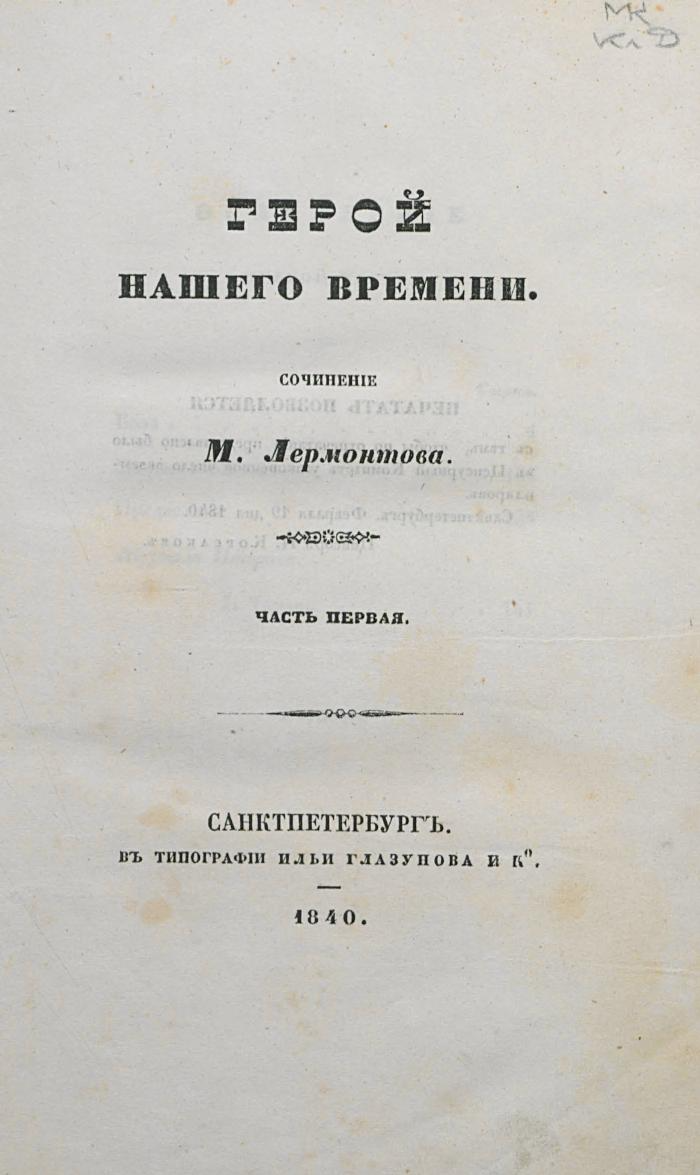
Титульная страница первого издания романа «Герой нашего времени», 1840

Современники, знакомые с Майером в кавказский период жизни, узнавали его черты в образе доктора Вернера, одного из героев повести «Княжна Мери» романа «Герой нашего времени», написанного и опубликованного М. Ю. Лермонтовым в 1840 году. Автор «Воспоминаний кавказского офицера» Ф. Ф. Торнау писал о дружбе с «знаменитым по своему уму доктором Майером, выведенным Лермонтовым в его „Герое нашего времени“ (Вернер)». Товарищ М. Ю. Лермонтова по учёбе в школе юнкеров А. М. Миклашевский, встречавшийся с поэтом летом 1837 года в Кисловодске, вспоминал: «К нам по вечерам заходил Лермонтов, с общим нашим приятелем хромым доктором Майером, о котором он в „Герое нашего времени“ упоминает». Декабрист А. Е. Розен вспоминал «умные и сатирические выходки доктора Майера, верно нарисованного в „Герое нашего времени“ Лермонтова». По мнению Н. И. Лорера, тесно общавшегося с Майером, «он был очень дружен с Лермонтовым, и тот целиком описал его в своем „Герое нашего времени“, под именем Вернера, и так верно, что кто только знал Мейера, тот сейчас и узнавал».
Не разделял общее мнение сам Николай Васильевич. Знакомый М. Ю. Лермонтова по московскому университету Н. М. Сатин, лечившийся на Кавказе у Майера, писал, что доктор с обидой воспринял образ Вернера: «Лермонтов снял с него портрет поразительно верный; но умный Майер обиделся, и, когда „Княжна Мери“ была напечатана, он писал ко мне о Лермонтове: „Pauvre sire, pauvre talent!“ (рус. ничтожный человек, ничтожный талант)».
Литературовед С. Н. Дурылин показав документальность лермонтовского портрета доктора Вернера и его психологическое сходство с Н. В. Майером, отметил важное отличие между ними. В романе Вернер — атеист, «изучающий все живые струны сердца человеческого, как изучают жилы трупа», скептик и, «как все медики», пытливый материалист, чьи «глаза, всегда беспокойные, старались проникнуть в ваши мысли». Майер же, который по словам Н. И. Лорера «хотя [и] медик, истинный христианин», был полон «религиозного раздумья»:

«Его сердечное благородство и его потребность любви не уживались с действительностью…, чтобы не умереть с отчаяния, ему нужно было бессмертие души… глубокие карие глаза смотрели живо и умно; но в них скоро можно было отыскать след той внутренней человеческой печали, которая не отталкивает, а привязывает к человеку».

## Комментарии
1. ↑  До того — в 1806—1811 годах комиссаром Академии, выполнявшим её заказы на литературу, был книготорговец Дрекслер.
2. ↑  Ежемесячный «Журнал Департамента народного просвещения» в 1821—1824 годах выходил в Санкт-Петербурге под редакцией Н. Ф. Остолопова.
3. ↑  К прошению прилагались свидетельства о звании и крещении просителя.
4. ↑  Минимальный стаж для получения звания штаб-лекаря зависел от категории отделения (1-е, 2-е или 3-е), к которому в зависимости от успехов в учёбе причислялись окончившие академию лекари.
5. ↑  По воспоминаниям Н. П. Огарёва, которого Майер на Кавказе свёл с декабристами, Одоевский и Майер «…были глубоко привязаны друг к другу.»
6. ↑  Предположительно - сцена заседания следственной комиссии по делу декабристов.
7. ↑  Переписка служивших на Кавказе декабристов контролировалась штабами и подлежала перлюстрации.
8. ↑  Неизвестное лицо.
9. ↑  Неизвестное лицо.
10. ↑  Григорий – брат Николая Васильевича.
11. ↑  По воспоминаниям Н. И. Лорера при встрече с прибывшей в 1837 году в Отдельный Кавказский корпус группой декабристов А. А. Вельяминов советовал им быть осторожнее, так как вокруг многие «следят за вами и за нами».
12. ↑  Братья Николай и Ксенофонт Полевые не только издавали произведения опального писателя, но и считали своим долгом оказывать ему материальную поддержку и исполняли многочисленные «его поручения касательно заказов и покупок».
13. ↑  В России начала XIX века наименование «карбонарий» звучало синонимом слов «революционер» и «бунтовщик».
14. ↑  Майер и Лермонтов познакомились летом 1837 года в Пятигорске
15. ↑  А. С. Траскин пользовался доверием Николая I за усердное исполнение высочайших повелений во время мятежа 14 декабря.
16. ↑  Обер-офицерский ранг штаб-лекарь соответствовал званию штабс-капитана, который, в свою очередь, соответствовал чину коллежского секретаря. По утверждённому 24 мая 1834 года положению о классах медиков штаб-лекарь по выслуге 9 лет мог получить чин коллежского асессора
17. ↑  Дамберг фамилия Софьи Андреевны по первому браку. В 1850-е годы С. А. Майер стала начальницей старейшего учебного заведение Керчи — Кушниковского института благородных девиц.
18. ↑  Письма М. Ю. Лермонтова в числе других бумаг Н. В. Майера, хранившихся у его вдовы С. А. Майер, пропали во время Крымской войны.
19. ↑  С. Н. Дурылин цитировал описание психологического портрета Майера из воспоминаний Н. П. Огарева.